# Вызов Дегранж-Коломбо 1955
8-й сезон Вызова Дегранж-Коломбо — велошоссейного сезонного турнира 1955 года.

## Обзор сезона
Календарь турнира состоял из 11 гонок. Поразительным было очень малое количество иностранных победителей. Только в двух гонках победитель был из той же страны, где проходила гонка.
Регламент турнира остался прежним. Он предусматривал начисление очков первым 15 гонщикам на каждой гонке (на гранд-турах очки удваивались). Чтобы быть классифицированным в итоговом рейтинге гонщик должен был принять участие минимум в одной гонке проводимой в каждой из стран-организаторов (Бельгия, Италия и Франция), участие в Швейцарии было не обязательным. Национальный рейтинг рассчитывался как сумма пяти лучших результатов гонщиков от страны на каждой из гонок.
Начисляемые очки
| Гонки / Место   | 1  | 2  | 3  | 4  | 5  | 6  | 7  | 8  | 9  | 10 | 11 | 12 | 13 | 14 | 15 |
| --------------- | -- | -- | -- | -- | -- | -- | -- | -- | -- | -- | -- | -- | -- | -- | -- |
| Гранд-туры      | 40 | 34 | 30 | 26 | 22 | 20 | 18 | 16 | 14 | 12 | 10 | 8  | 6  | 4  | 2  |
| Остальные гонки | 20 | 17 | 15 | 13 | 11 | 10 | 9  | 8  | 7  | 6  | 5  | 4  | 3  | 2  | 1  |

Победителем индивидуального рейтинга стал бельгиец Стан Окерс, который выиграл Флеш Валонь и Льеж — Бастонь — Льеж. Второе место занял француз Луисон Бобе, победивший на Туре Фландрии. Третье место занял ещё один бельгиец Жан Бранкар, ставший вторым на Тур де Франс. Плохо выступили представители Италии, лучшем среди которых стал Паскаль Форнара, занявший седьмое место. Отчасти это было связано с тем, что Фаусто Коппи и Фьоренцо Маньи, которые хоть и набрали больше очков чем Форнара, не приняли участие в гонках во всех странах-организаторах, в результате чего не были классифицированы в итоговом рейтинге. 
Среди стран второй год подряд первенствовала Бельгия.

## Календарь
| №  | Дата              | Гонка                 | Победитель       |
| -- | ----------------- | --------------------- | ---------------- |
| 1  | 19 марта          | Милан — Сан-Ремо      | Жермен Дерийке   |
| 2  | 30 марта          | Тур Фландрии          | Луисон Бобе      |
| 3  | 8 апреля          | Флеш Валонь           | Стан Окерс       |
| 4  | 10 апреля         | Париж — Рубе          | Жан Форестье     |
| 5  | 24 апреля         | Париж — Брюссель      | Марсель Хендрикс |
| 6  | 1 мая             | Льеж — Бастонь — Льеж | Стан Окерс       |
| 7  | 14 мая – 5 июня   | Джиро д’Италия        | Фьоренцо Маньи   |
| 8  | 11 июня – 18 июня | Тур Швейцарии         | Хуго Коблет      |
| 9  | 3 июля – 30 июля  | Тур де Франс          | Луисон Бобе      |
| 10 | 9 октября         | Париж — Тур           | Жак Дюпон        |
| 11 | 23 октября        | Джиро ди Ломбардия    | Клето Мауле      |

## Итоговый рейтинг

### Индивидуальный
| №  | Гонщик             | Команда | Очки |
| -- | ------------------ | ------- | ---- |
| 1  | Стан Окерс         |         | 91   |
| 2  | Луисон Бобе        |         | 80   |
| 3  | Жан Бранкарт       |         | 78   |
| 4  | Хуго Коблет        |         | 58   |
| 5  | Жермен Дерийке     |         | 53   |
| 6  | Паскаль Форнара    |         | 41   |
| 7  | Раймонд Импанис    |         | 38   |
| 7  | Бернард Готье      |         | 38   |
| 9  | Рик Ван Стенберген |         | 36   |
| 10 | Альфред Де Брюйн   |         | 34   |

### Национальный
| № | Страна     | Очки |
| - | ---------- | ---- |
| 1 | Бельгия    | 445  |
| 2 | Франция    | 387  |
| 3 | Италия     | 359  |
| 4 | Швейцария  | 103  |
| 5 | Люксембург | 39   |
| 6 | Нидерланды | 32   |
| 7 | Испания    | 20   |